# 摩爾魏特冰川
摩爾魏特冰川（英語：Mollweide Glacier），是南極洲的冰川，位於維多利亞地的斯科特海岸，處於科瓦爾奇克山以南2公里，流經霍布斯嶺，最終注入布盧冰川，由新西蘭地理委員會命名，現時由南極條約體系管理。